# Megaherbs

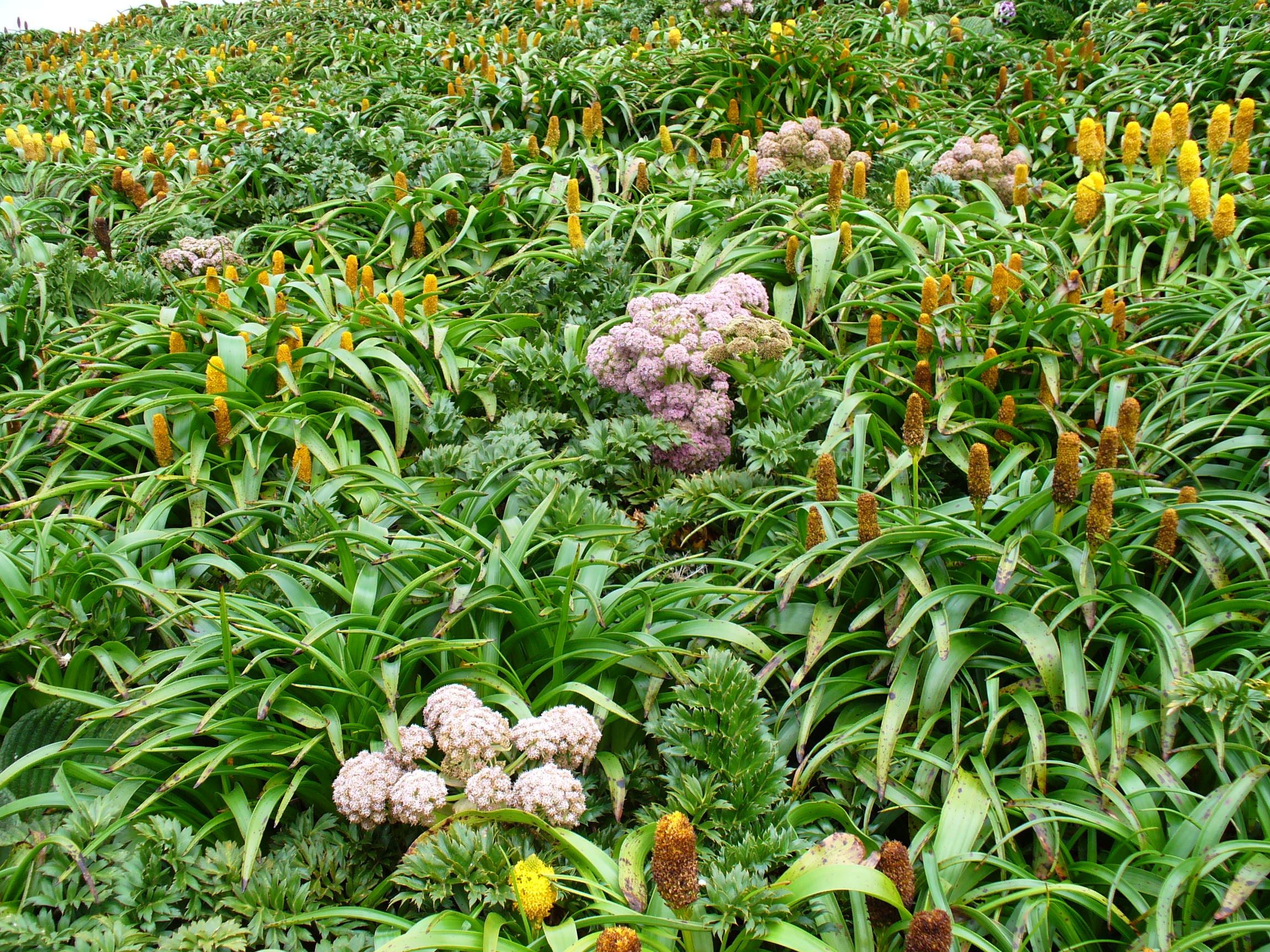
Pláň s megaherbs na Campbellově ostrově. Žluté až oranžové květy patří Bulbinella rossii, růžové jsou květy Anisotome latifolia

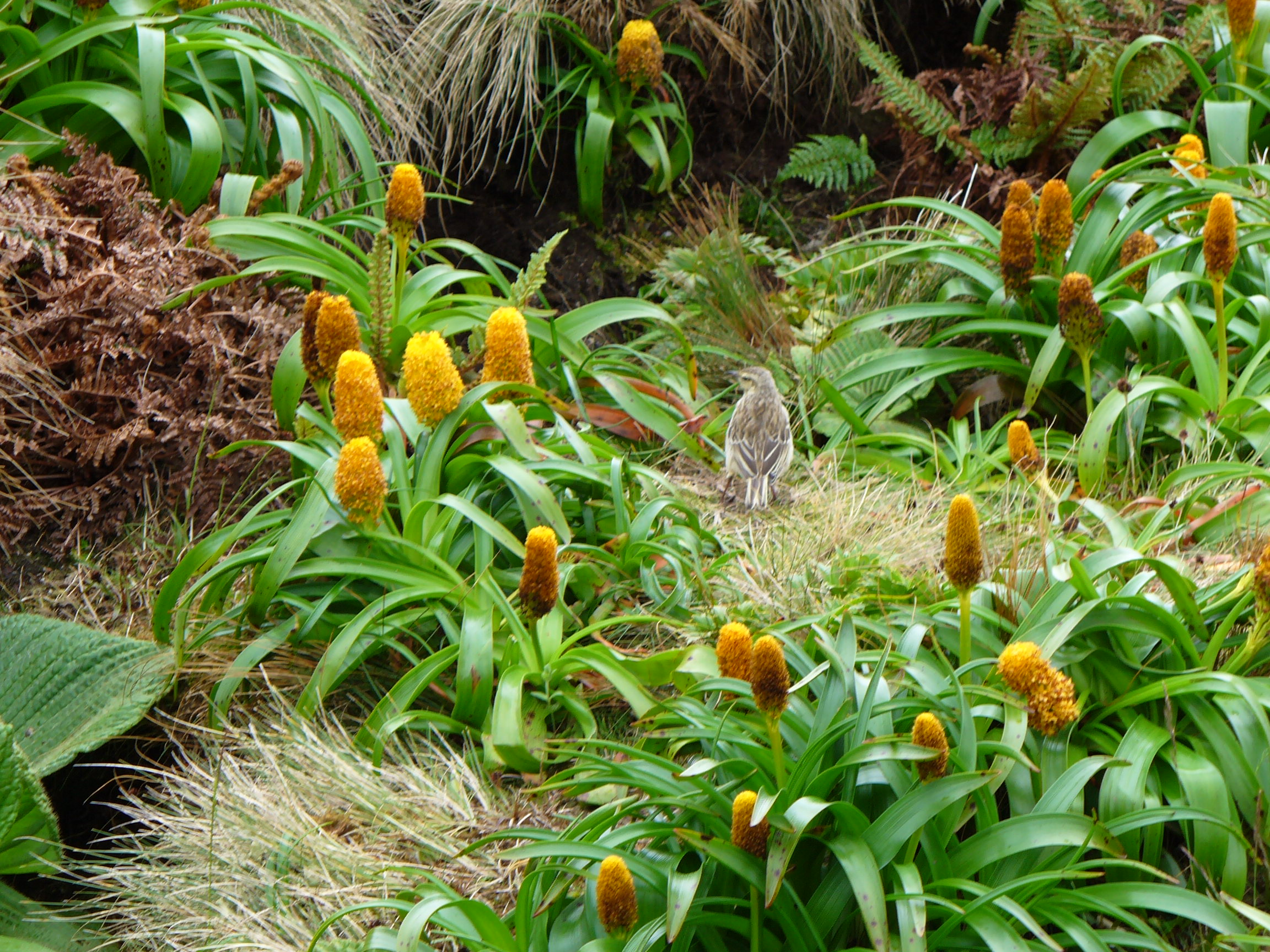
Bulbinella rossii

Megaherbs je souhrnné označení pro vytrvalé mohutné byliny, rostoucí na novozélandských Subantarktických ostrovech, kterými jsou Campbellův ostrov, Aucklandův ostrov, Macquarie[zdroj?] a Ostrovy Protinožců. Megaherbs jsou charakteristické svou velikostí, velikostí listů a neobvyklým zbarvením svých květů. Velmi dobře se adaptovaly na nepříznivé povětrnostní podmínky, které na ostrovech panují. Dobře se jim daří i ve větrném, vlhkém počasí s minimálním počtem slunečních dnů a teplotou, která se drží v rozmezí 0°C až 15 °C. V příznivějším podnebí se jim příliš nedaří. Rostlinám nevadí kyselá půda chudá na živiny. Kvetou každý rok, ale jen jednou za 3 roky rozkvetou téměř všechny najednou. Hospodářská zvířata, která na ostrovy vysadili osadníci v 19. století, výrazně snížila populaci těchto rostlin, a to až do té míry, že na konci 20. století rostlinám hrozilo vyhynutí. Poté, co byla v roce 1993 poslední hospodářská zvířata odstraněna, se megaherbs znovu úspěšně rozšiřují a jejich počet se zvyšuje.

## Objevení
Rostliny objevili v roce 1843 členové polární expedice kapitána Jamese Clarka Rosse, když se cestou do Antarktidy v letech 1839–1843 vylodili na jednom z jižních Subantarktických ostrovů. Ross tyto rostliny pojmenoval megaherbs. Botanik Joseph Hooker, jeden z účastníků expedice, o nich napsal, že jsou to neobyčejné rostliny s květy podobnými tropickým rostlinám.

## Ohrožení
Na ostrovech byla vysazována úmyslně domácí zvířata, aby se měli z čeho živit ti, kteří by ztroskotali při cestě mezi Subantarktickými ostrovy Nového Zélandu. Mezi vysazená zvířata patřili především králíci, kozy, prasata, ovce a skot. Tato zvířata se nekontrolovaně množila a spásala zeleň včetně megaherbs, kterým časem hrozilo vyhynutí. S masovým odstraňováním nepůvodních zvířat se započalo v roce 1987 odborem ochrany přírody Nového Zélandu. Nepůvodní druhy zvířat byly zcela odstraněny v roce 1993. Již 3 roky na to bylo zaznamenáno prudké rozšíření megaherbs do původních míst, kde rostly před příchodem užitné zvěře.

### Ochrana
Sbírat megaherbs je zakázáno, legálně sebrané kusy je možné najít jen v botanické zahradě v Invercargillu, kde vegetují velmi špatně, důvodem je potřeba určitých přírodních podmínek, které poskytují Subantaktické ostrovy Nového Zélandu.

## Druhymegaherbs
- Bulbinella rossii — trsnatě rostoucí bylina z čeledi asfodelovité (Asphodelaceae). Růžice tuhých řemenovitých listů dorůstají průměru až 60 cm. Jasně žluté květy jsou uspořádány v klasovitém květenství dosahujícím výšky až 90 cm.
- Anisotome latifolia až 1,5 metru vysoká bylina z čeledi miříkovité (Apiaceae). Kvete mohutnými okolíky růžových květů.
- Pleurophyllum speciosum — bylina z čeledi hvězdnicovité tvořící enormně velké, až 1,2 metru široké růžice širokých, podélně skládaných listů. Kvete velkými fialovými úbory.
- Pleurophyllum criniferum a Pleurophyllum hookeri — 2 velmi podobné druhy, lišící se zejména barvou květů. Úbory P. hookeri jsou tmavě červené, úbory P. criniferum téměř černé. Byliny dorůstají výšky až 90 cm. Různé druhy Pleurophyllum se také navzájem kříží.
- Damnamenia vernicosa - nízká hvězdnicovitá rostlina, dorůstající výšky pouze asi 10 cm. Kvete velkými úbory, které mají průměr okolo 5 cm.
- Stilbocarpa polaris - rostlina z čeledi aralkovité (Araliaceae), dorůstající až 90 cm. Má dlanité řapíkaté listy a zelené květy v mohutných květenstvích.

## Pěstování
Megaherby se dají pěstovat nejlépe v rašelinné a trvale vlhké půdě. Nesmějí se vystavovat teplému počasí (nad 20°C) a příliš silným mrazům (pod -5 °C) a vytrvalému slunečnímu svitu. V českém podnebí jsou nepěstovatelné.

## Galerie

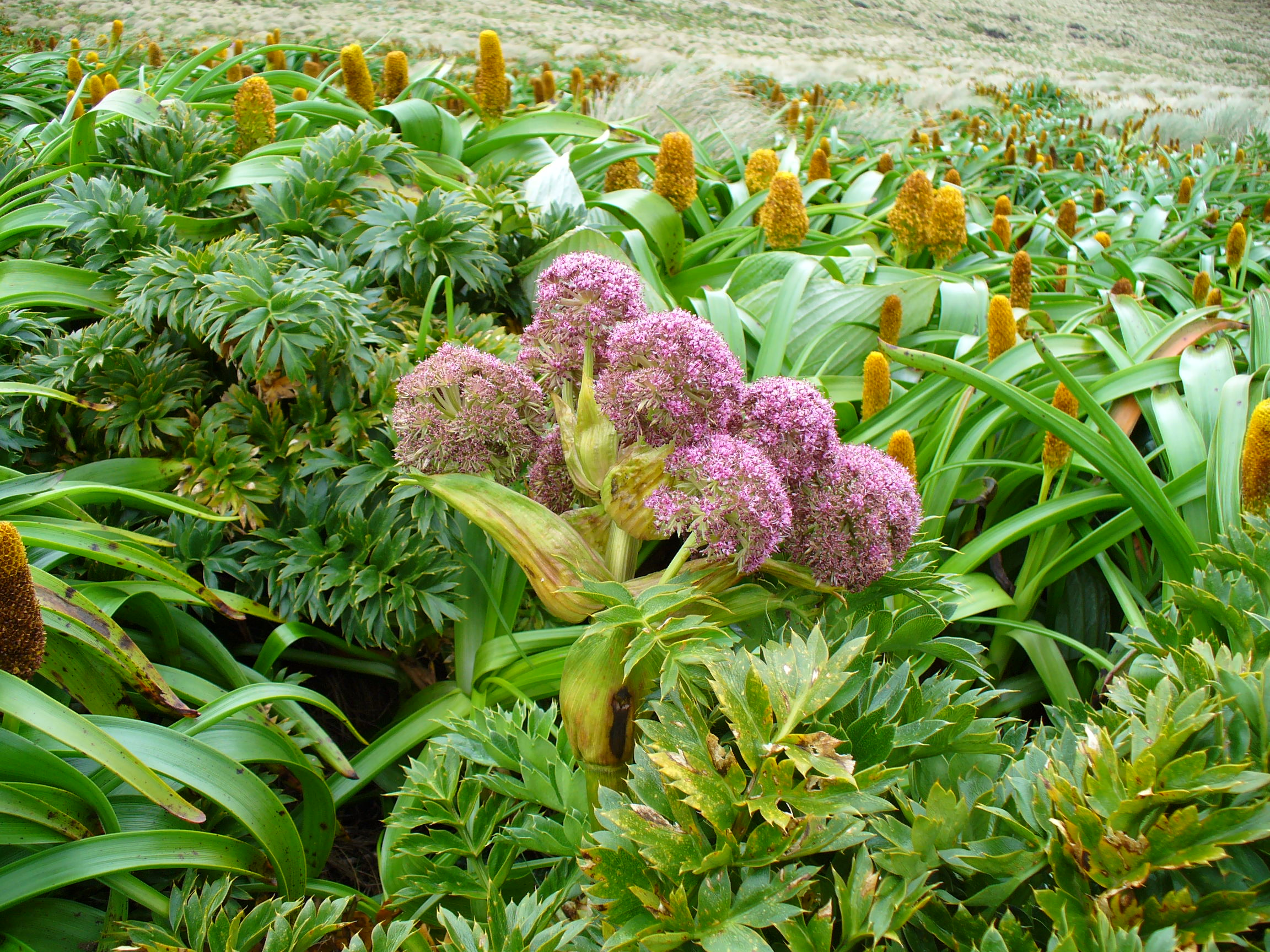
Růžové květenství Anisotome latifolia
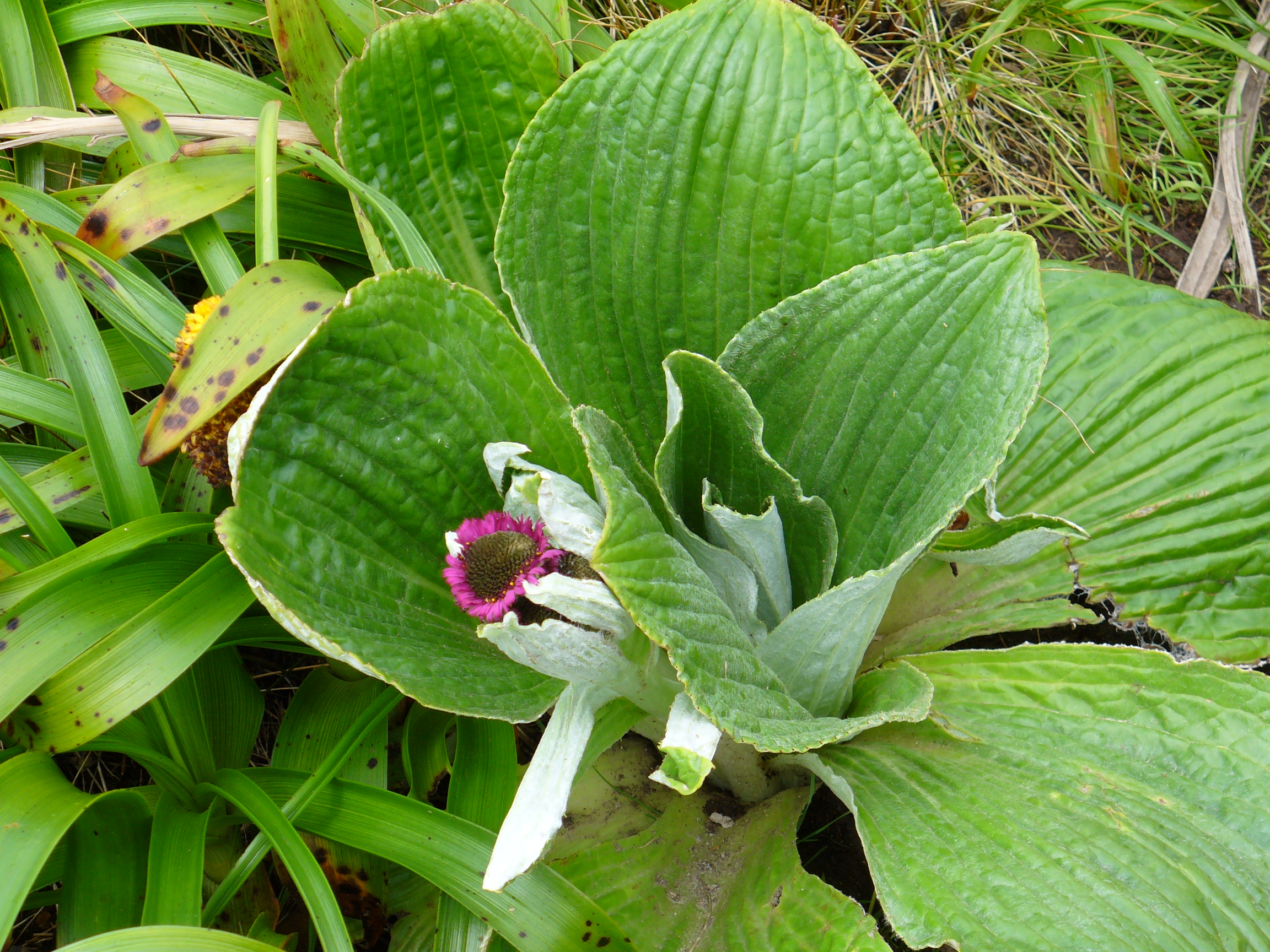
Kříženec Pleurophyllum speciosum a Pleurophyllum hookeri
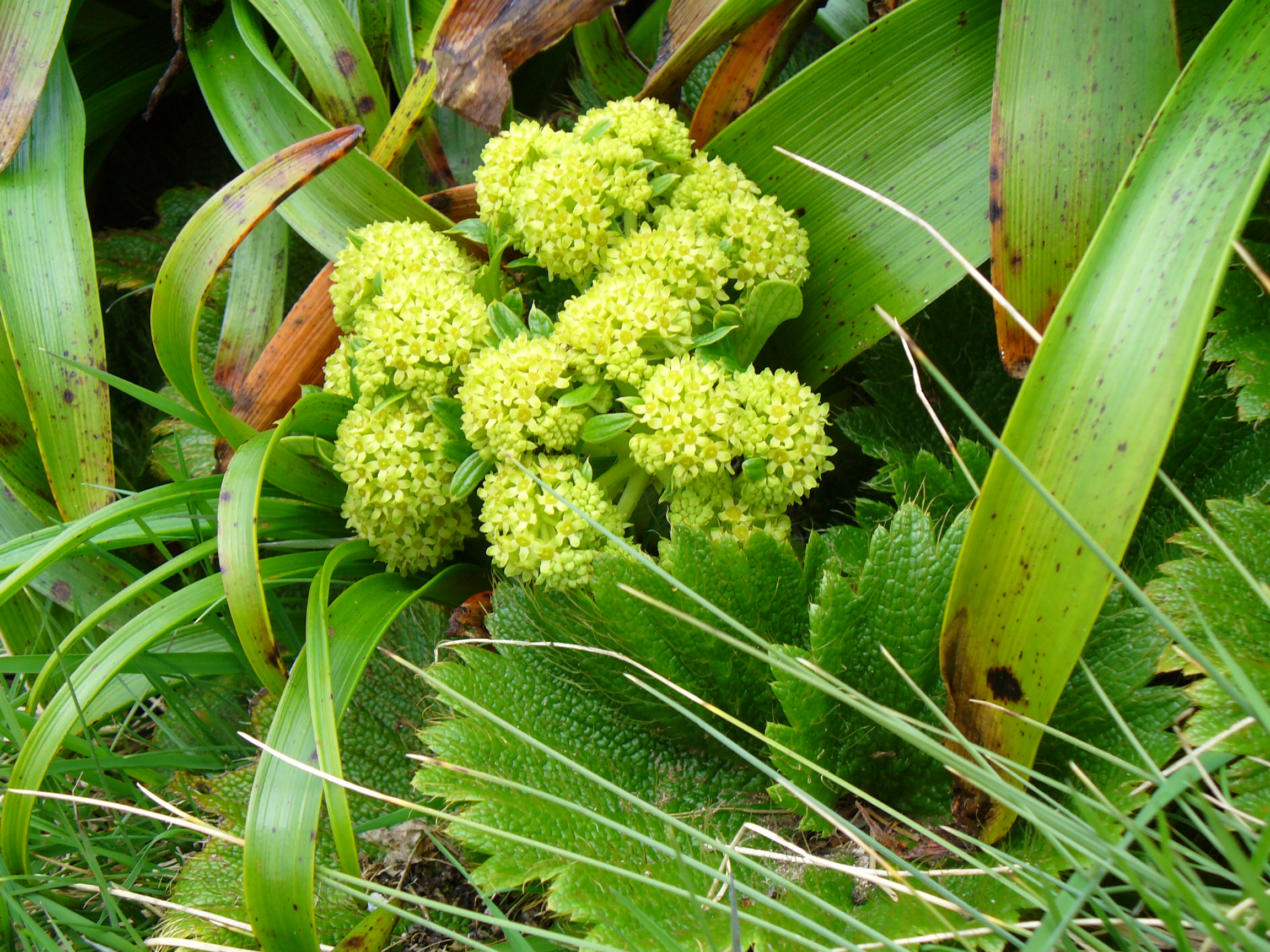
Květenství Stilbocarpa polaris
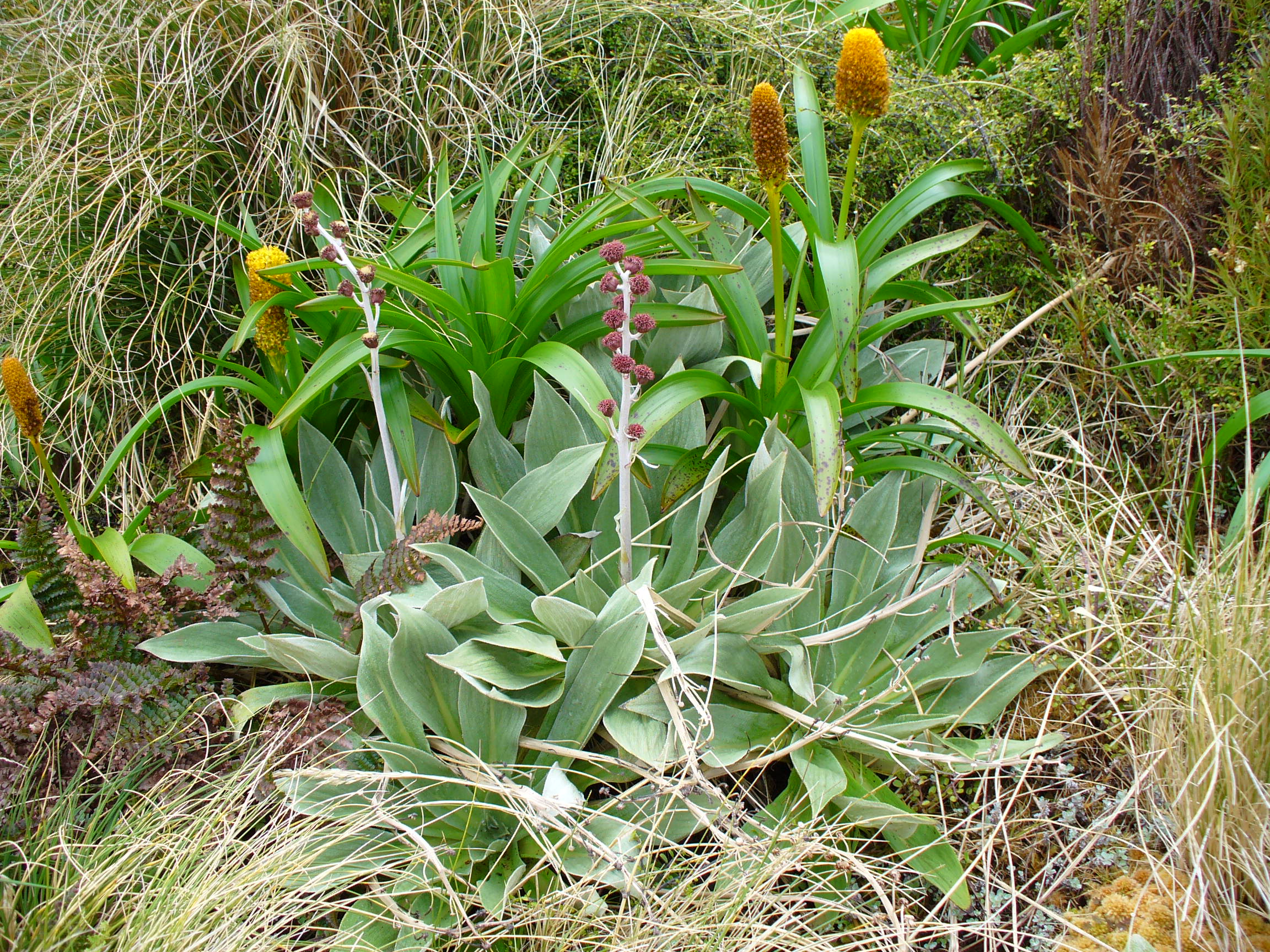
Vpředu Pleurophyllum hookeri, v pozadí Bulbinella rossii
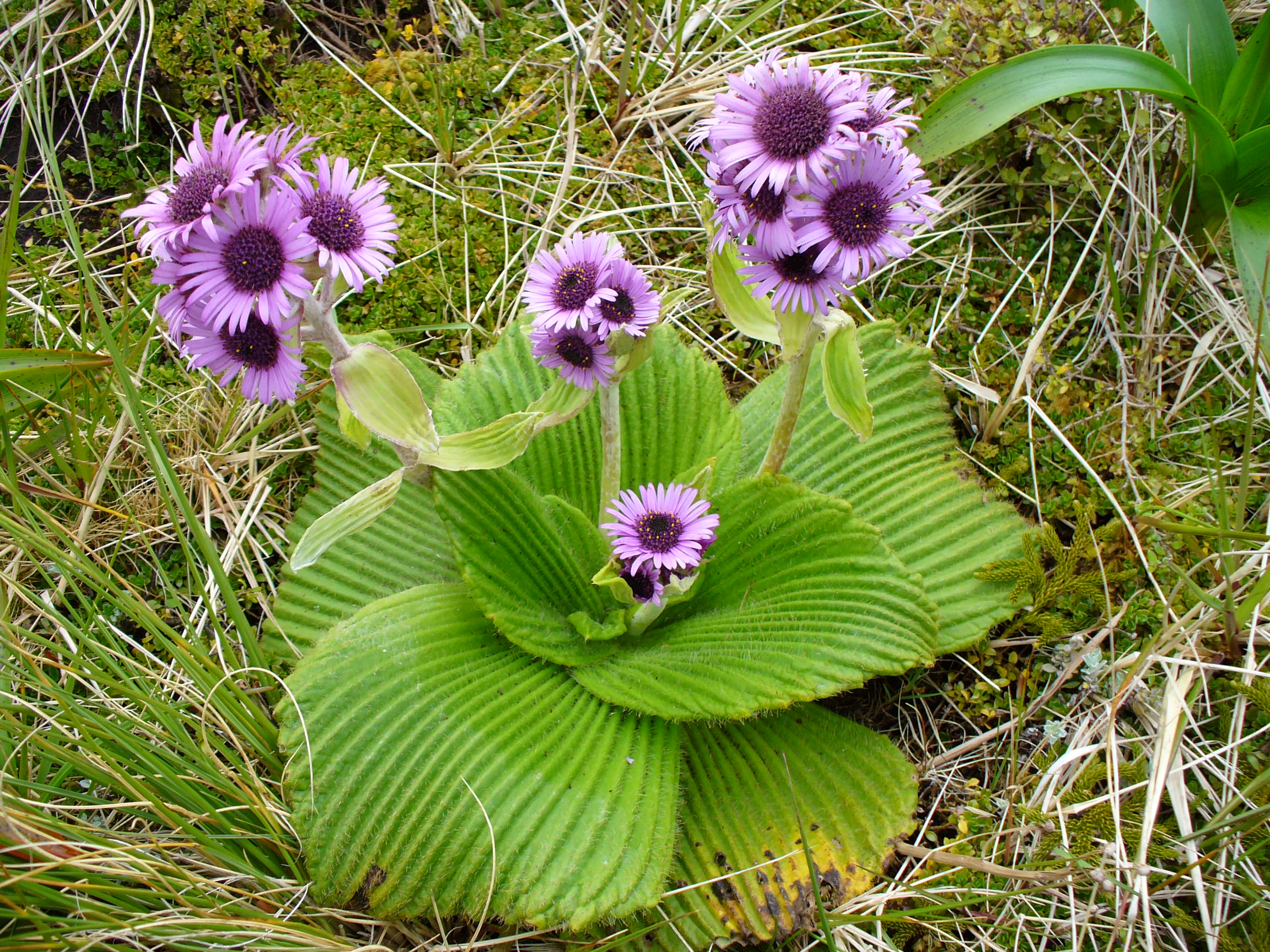
Pleurophyllum speciosum